# نائومی کمبل
نائومی کَمْبل (به انگلیسی: Naomi Campbell) (زادهٔ ۲۲ مه ۱۹۷۰ در لندن) مدل بریتانیایی است.
کَمْبل اولین مُدل سیاه‌پوست است که تصویرش روی جلد مجلهٔ ووگ چاپ شده است. او با افراد معروفی همچون مایک تایسن، رابرت دنیرو، آدام کلایتن و اریک کلپتن روابط عاشقانه داشته است و در ویدئوهای خوانندگانی همچون آرتا فرانکلین، جورج مایکل و مایکل جکسون ایفای نقش کرده است. او همچنین در فیلم‌های به وانگ فو، زیپ را بازکن و کارما و هولی بازی کرده است.
در سپتامبر ۲۰۲۴، پس از انجام تحقیقاتی درباره سوءرفتار مالی، او به مدت پنج سال از فعالیت به‌عنوان عضو هیئت امنای هر سازمان خیریه در بریتانیا منع شد. تحقیقات نشان داد که خیریه تحت مدیریت او تنها ۸.۵ درصد از درآمد خود را به فعالیت‌های خیریه اختصاص داده بود. علاوه بر این، مبالغی به‌صورت غیرمجاز خرج شده بود، از جمله پرداخت هزینه اقامت او در یک هتل لوکس پنج‌ستاره، خدمات اسپا، سرویس اتاق، هزینه‌های مربوط به امنیت، و حتی خرید سیگار.